# John Carew
John Alieu Carew (* 5. září 1979) je bývalý norský fotbalista a reprezentant gambijského původu, který je v současnosti bez angažmá. Je to jeden z nejznámějších norských fotbalistů. Nejdéle působil ve španělské Valencii a anglické Aston Ville.
S klubem Valencia CF si zahrál ve finále Ligy mistrů v sezóně 2000/01 (porážka s Bayernem Mnichov na penalty).
V Trophée des champions 2005 vstřelil v dresu Lyonu hattrick proti AJ Auxerre, Lyon vyhrál 4:1.